# Microstylum biggsi
Microstylum biggsi är en tvåvingeart som beskrevs av H. Oldroyd 1960. Microstylum biggsi ingår i släktet Microstylum och familjen rovflugor.
Artens utbredningsområde är Madagaskar. Inga underarter finns listade i Catalogue of Life.